# Приз Известий 1992
Приз Известий 1992 — двадцять п'ятий міжнародний хокейний турнір у Росії, проходив 15—21 грудня 1992 року в Москві та Санкт-Петербурзі.

## Команди-учасниці
| Група A (Москва)                                | Група B (Санкт-Петербург)                   |
| ----------------------------------------------- | ------------------------------------------- |
| - Росія I - Чехословаччина - Канада - Швейцарія | - Швеція - Росія II - Німеччина - Фінляндія |

## Попередній раунд

### Група А
| 1. | Чехословаччина | *** | 4:2 | 7:2 | 4:4 | 3 | 2 | 1 | 0 | 15:8 | 5 |
| 2. | Росія I        | 2:4 | *** | 4:1 | 4:3 | 3 | 2 | 0 | 1 | 10:8 | 4 |
| 3. | Швейцарія      | 2:7 | 1:4 | *** | 3:2 | 3 | 1 | 0 | 2 | 6:13 | 2 |
| 4. | Канада         | 4:4 | 3:4 | 2:3 | *** | 3 | 0 | 1 | 2 | 9:11 | 1 |

М — підсумкове місце, І - матчі, В — перемоги, Н — нічиї, П — поразки, Ш — закинуті та пропущені шайби, О — очки

### Група В
| 1. | Росія II  | *** | 4:3 | 2:1 | 8:1 | 3 | 3 | 0 | 0 | 14:5 | 6 |
| 2. | Швеція    | 3:4 | *** | 3:2 | 4:1 | 3 | 2 | 0 | 1 | 10:7 | 4 |
| 3. | Фінляндія | 1:2 | 2:3 | *** | 6:2 | 3 | 1 | 0 | 2 | 9:7  | 2 |
| 4. | Німеччина | 1:8 | 1:4 | 2:6 | *** | 3 | 0 | 0 | 3 | 4:18 | 0 |

М — підсумкове місце, І — матчі, В — перемоги, Н — нічиї, П — поразки, Ш — закинуті та пропущені шайби, О — очки

## Фінали
Фінал
- Росія II —  Чехословаччина 2:1 (1:1, 1:0, 0:0)

3 місце
- Росія I —  Швеція 4:1 (1:0, 1:0, 2:1)

5 місце
- Фінляндія —  Швейцарія 3:1 (0:1, 0:0, 3:0)

7 місце
- Канада —  Німеччина 6:1 (3:1, 2:0, 1:0)

## Найкращі гравці турніру
| Воротар             | Максим Михайловський |
| Захисники           | Петро Попович        |
| Нападники           | Валерій Карпов       |
| Найцінніший гравець | Максим Михайловський |

## Найкращі бомбардири
| Місце | Гравець       | Шайби | Передачі | Очки |
| ----- | ------------- | ----- | -------- | ---- |
| 1.    | Юга Рійгіярві | 4     | 2        | 6    |
| 1.    | Патрік Юлін   | 4     | 2        | 6    |